# Calvert (Texas)
Calvert è un comune degli Stati Uniti d'America, situato in Texas, nella contea di Robertson.